# باكستر بلاك
باكستر بلاك (بالإنجليزية: Baxter Black)‏ (ولد في 10 يناير 1945) هو راعي بقر أمريكي وشاعر وفيلسوف وطبيب بيطري سابق للحيوانات الكبيرة وهو أيضا معلق في الإذاعة والتلفزيون.